# Long drive

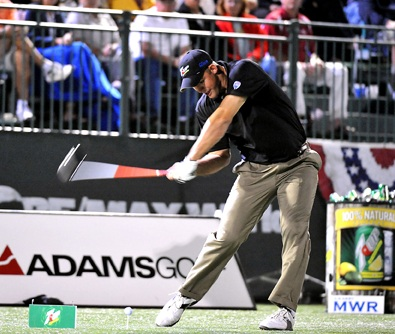
Joueur de long drive

Le long drive est une discipline sportive dérivée du golf née aux États-Unis vers les années 1970 qui est devenue officielle en 1995. Depuis, chaque année se dispute les finales Mondiale aux Etats Unis dans l'état du Nevada à Mesquite Las-Vegas, devenu le temple mondial de la discipline. Pas moins d'un millier de joueurs de tous horizons se déplacent dans certains pays, pour tenter leur chance de qualification à cet événement spectaculaire. 

## Règles
Le jeu consiste à envoyer sa balle avec le driver le plus loin possible sur une piste ou fairway en gazon tondu raz. La longueur du terrain, pour les championnats internationaux est de 450 mètres environ sur une largeur de 45 mètres, il doit être de préférence droit et plat. La plupart des compétitions se déroulent sur des longs fairways de terrains de golf. Chaque joueur en fonction du format de jeu, joue 6 à 8 balles avec un temps imparti de 2 minutes 45 à trois minutes. Seule la balle la plus longue sera mesurée, pour ce faire elle devra rester à l'intérieur des limites.La règle actuelle utilisée lors de ces finales mondiale est basée dans un premier temps, à un classement: le joueur à de 3 à 5 sets de 6 balles à jouer, à l'issue de chaque série, il sera classé par attribution de points en fonction de sa place obtenue. A la fin de ses séries, les 16 premiers sont retenus pour disputer les phases d'élimination en match-play, c'est-à-dire un joueur contre un autre en deux manches gagnantes jusqu'à la finale. 